# Bavaria Film

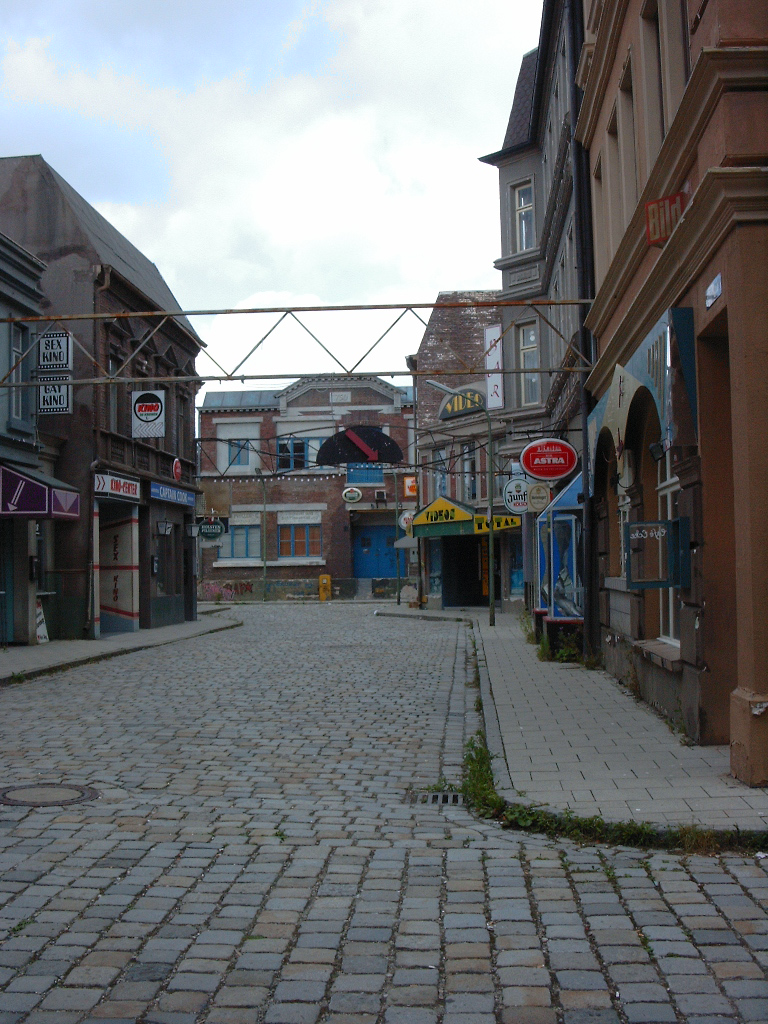
Studi in disuso della Bavaria Film

La Bavaria Film GmbH, già Münchener Lichtspielkunst AG e Bavaria Atelier GmbH, è una casa di produzione cinematografica e televisiva tedesca con sede a Grünwald, in Baviera, fondata nel 1919
.

## Storia
La casa di produzione cinematografica nota ora come Bavaria Film fu fondata nel giugno 1919 come Münchener Lichtspielkunst AG (nota poi anche come "Emelka", dal nome in tedesco delle lettere iniziali) da Peter Ostermayer della ditta Münchener Lichtspielkunst GmbH.
Nel settembre dello stesso anno, fu costruito anche il primo studio cinematografico, noto come "Glashaus", in funzione fino al 1928.
Nel 1932, la "Emelka" fu acquisita dalla Bavaria-Film AG e nel 1938 fu rifondata con il nome Bavaria Filmkunst GmbH.
Negli anni cinquanta furono prodotti 32 film, pari a circa un terzo della produzione cinematografica tedesca. In alcuni dei quei film, comparvero anche star internazionali quali Tony Curtis, Gene Kelly, Gregory Peck, Peter Ustinov e Oskar Werner.
Il 1º agosto 1959, il nome della casa di produzione fu cambiato in Bavaria Atelier GmbH.
Negli anni settanta, la produzione salì ad una media di 100 film l'anno.
Il 3 agosto 1987, la casa di produzione assunse l'attuale denominazione di Bavaria Film GmbH.

## Bavaria Filmstadt
La Bavaria Filmstadt è una attrazione turistica correlata a questa casa di produzione.